# Julita de Cesarea
Julieta de Cesarea o Julita de Cesarea (f. Tarso, c. 304), fue una viuda rica de Cesarea de Capadocia.

## Biografía
Despojada por un hombre de negocios a quien ella quería demandar; pero los cristianos a principios del siglo IV solo podían testificar en un juicio abjurando de su fe. 
La persecución que intentó evitar la obligó a ir a Tarso en Cilicia con su hijo, Quirice, que tenía tres años. Ella se negó a hacerlo y fue condenada a la hoguera durante el reinado de Diocleciano.
Probablemente madre de Ciro de Tarso o Quirice de Tarso, uno de los mártires más jóvenes de la cristiandad.
Se celebra el 30 de julio. 
- Datos: Q3189786